# Scutopus
Scutopus is een geslacht van schildvoetigen uit de  familie van de Limifossoridae.

## Soorten
- Scutopus chilensis Salvini-Plawen, 1972
- Scutopus hamatanii Saito & Salvini-Plawen, 2014
- Scutopus megaradulatus Salvini-Plawen, 1972
- Scutopus robustus Salvini-Plawen, 1970
- Scutopus schanderi Saito & Salvini-Plawen, 2014
- Scutopus ventrolineatus Salvini-Plawen, 1968